# Eugene Robert Black

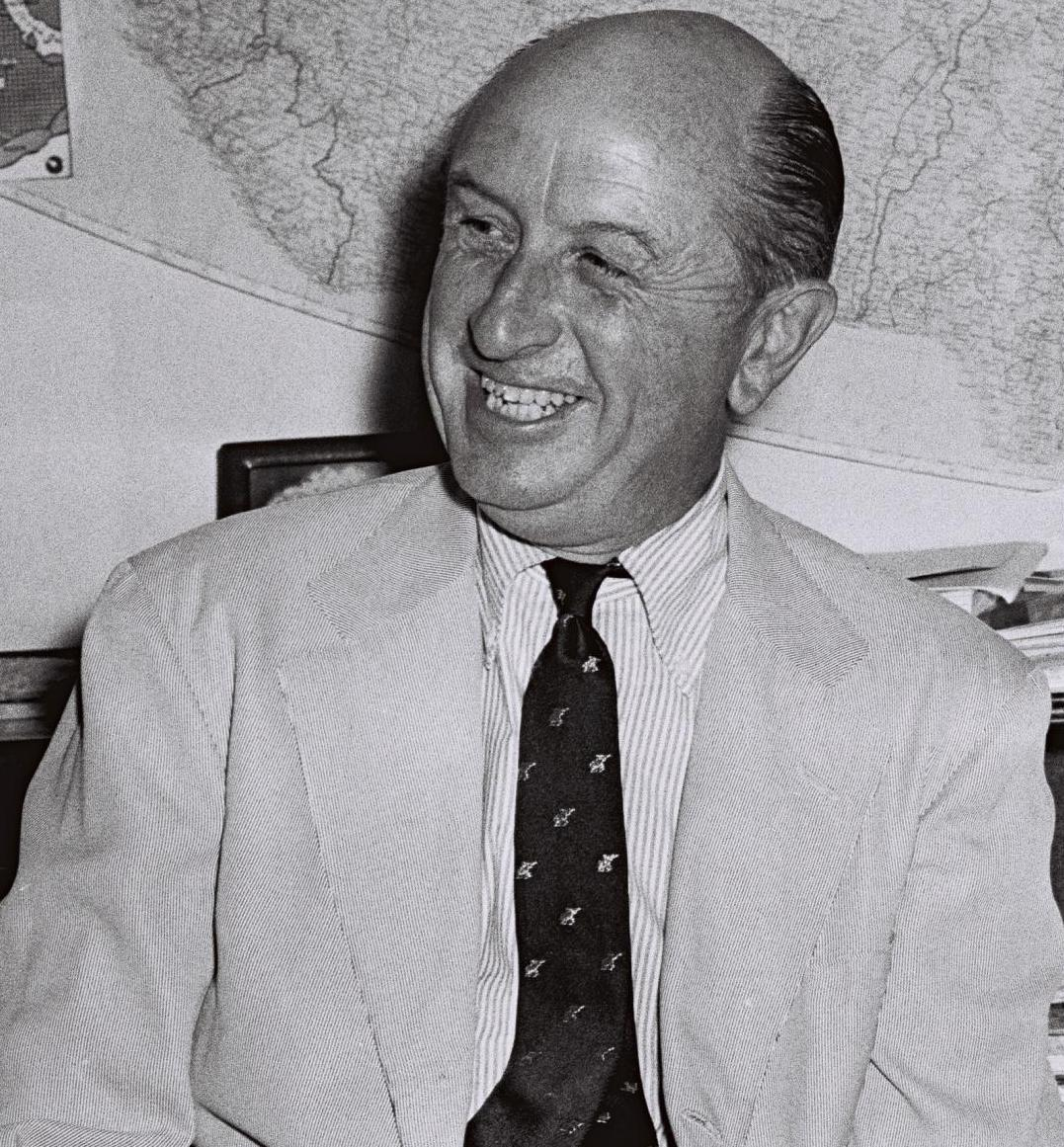
Eugene Robert Black (1960)

Eugene Robert Black (* 1. Mai 1898 in Atlanta, Georgia; † 20. Februar 1992) war ein US-amerikanischer Finanzmanager. Er fungierte als dritter Präsident der Weltbank (Internationale Bank für Wiederaufbau und Entwicklung (IBRD)) und damit der Weltbankgruppe (von Juli 1949 bis Dezember 1962). In seiner Zeit wurde die Weltbankgruppe 1956 um die Internationale Finanz-Corporation (IFC) und 1960 um die Internationale Entwicklungsorganisation (IDA) erweitert.

## Leben
Eugene Black wurde am 1. Mai 1898 in Atlanta geboren. Sein Vater Eugene Robert Black Sr. wurde später der dritte Präsident des Federal Reserve System. Der jüngere Black graduierte an der University of Georgia. Während des Ersten Weltkrieges diente er in der United States Navy.
Am 19. Juli 1924 bekamen er und Dolly Blalock Black († 1928) in Atlanta einen Sohn, den sie ebenfalls Eugene Robert Black nannten, einen Investment-Banker und Dramatiker. Dieser starb am 24. April 2000.
Später heiratete er Susette Heath Black. Weitere Kinder sind Elizabeth Black Campbell und William H. Black.

## Laufbahn
Nach dem Krieg arbeitete Black für die Investment-Gesellschaft Harris, Forbes & Co., in der er schließlich Partner wurde.
1933 wurde Black Vizepräsident der Chase National Bank (sie ging später in der Chase Manhattan Bank auf, inzwischen JPMorgan Chase & Co.).
1947 wurde er Ausführender Direktor der Weltbank für die USA. Als John J. McCloy als Weltbank-Präsident zurücktrat, wurde Black gegen seinen Willen als Präsident nominiert.

## Ehrungen
Am 9. Dezember 1963, also ein Jahr nach seinem Ausscheiden als Präsident der Weltbank, wurde ihm das Auditorium des neugebauten C-Gebäudes in seiner Gegenwart gewidmet. Die Ansprache wurde von Douglas Dillon, dem Finanzminister der Vereinigten Staaten gehalten. Das Eugene R. Black Auditorium wurde später mitsamt dem C-Gebäude zerstört, um dem neuen Hauptkomplex Platz zu machen.
Am 21. April 2003 wurde das Auditorium im H-Gebäude offiziell umbenannt zur Ehre von Eugene R. Black. Präsident James Wolfensohn weihte es ein.